# Сьєрра-Леоне на літніх Олімпійських іграх 2016
Республіка Сьєрра-Леоне на літніх Олімпійських іграх 2016 року була представлена 4 спортсменами у 2 видах спорту. Жодної медалі олімпійці Сьєрра-Леоне не завоювали.

## Легка атлетика
Легенда
- Note – для трекових дисциплін місце вказане лише для забігу, в якому взяв участь спортсмен
- Q = пройшов у наступне коло напряму
- q = пройшов у наступне коло за добором (для трекових дисциплін - найшвидші часи серед тих, хто не пройшов напряму; для технічних дисциплін - увійшов до визначеної кількості фіналістів за місцем якщо напряму пройшло менше спортсменів, ніж визначена кількість)
- NR = Національний рекорд
- N/A = Коло відсутнє у цій дисципліні
- Bye = спортсменові не потрібно змагатися у цьому колі

Трекові і шосейні дисципліни
| Спортсмен      | Дисципліна                   | Попередній забіг | Попередній забіг | Чвертьфінал     | Чвертьфінал     | Півфінал         | Півфінал         | Фінал            | Фінал            |
| Спортсмен      | Дисципліна                   | Результат        | Місце            | Результат       | Місце           | Результат        | Місце            | Результат        | Місце            |
| -------------- | ---------------------------- | ---------------- | ---------------- | --------------- | --------------- | ---------------- | ---------------- | ---------------- | ---------------- |
| Ісмаїл Камара  | біг на 100 метрів (чоловіки) | 10.95            | 4                | Завершив виступ | Завершив виступ | Завершив виступ  | Завершив виступ  | Завершив виступ  | Завершив виступ  |
| Хафсату Камара | біг на 100 метрів (жінки)    | 12.24            | 1 Q              | 12.22           | 8               | Завершила виступ | Завершила виступ | Завершила виступ | Завершила виступ |

## Плавання
| Спортсмен         | Дисципліна                          | Попередній заплив | Попередній заплив | Півфінал         | Півфінал         | Фінал            | Фінал            |
| Спортсмен         | Дисципліна                          | Час               | Місце             | Час              | Місце            | Час              | Місце            |
| ----------------- | ----------------------------------- | ----------------- | ----------------- | ---------------- | ---------------- | ---------------- | ---------------- |
| Осман Камара      | 50 метрів вільним стилем (чоловіки) | 26.90             | 73                | Завершив виступ  | Завершив виступ  | Завершив виступ  | Завершив виступ  |
| Bunturabie Jalloh | 50 метрів вільним стилем (жінки)    | 39.93             | 88                | Завершила виступ | Завершила виступ | Завершила виступ | Завершила виступ |